# Izgrev, Smolean
Izgrev (în bulgară Изгрев) este un sat în comuna Nedelino, regiunea Smolean,  Bulgaria. 

## Demografie
Componența etnică a satului Izgrev
     Bulgari (94,47%)
     Nicio identificare (5,52%)
     Altele (0%)
La recensământul din 2011, populația satului Izgrev era de 199 locuitori. Din punct de vedere etnic, majoritatea locuitorilor (94,47%) erau bulgari. Pentru 5,52% din locuitori nu este cunoscută apartenența etnică.